# 171 a.C.

## Eventos
- Públio Licínio Crasso e Caio Cássio Longino, cônsules romanos[1].
- Irrompe a Terceira Guerra Macedônica entre a República Romana e o Reino da Macedônia, de Perseu da Macedônia:
  - O cônsul Licínio Crasso é derrotado por Perseu na Batalha de Calínico.
  - O cônsul Cássio Longino atravessa a Ilíria para invadir a Macedônia pelo norte, mas é reconvocado pelo Senado.